# Русские хакеры
«Ру́сские ха́керы» (англ. russian hackers) — интернет-мем, стереотип, понятие, получившее распространение в международной политической риторике после избрания в 2016 году Дональда Трампа президентом США и связанного с этим скандала вокруг обвинений России во вмешательстве в президентские выборы в США.

## История появления
В канадских средствах массовой информации (СМИ) ещё в 2012 году содержались[значимость факта?] упоминания о «русских хакерах» в связи с похищением более 6,5 миллионов пользовательских паролей в социальной сети для поиска профессиональных контактов «LinkedIn». По мнению канадских СМИ, «пароли были отправлены на российский сайт хакеров с просьбой помочь взломать коды». В 2014 году для «русских хакеров» в канадских СМИ появляется новая характеристика: возможная связь с правительством.
В американских СМИ 31 июля 2016 года появилось заявление кандидата в президенты США Хиллари Клинтон о кибератаках на штаб демократической партии. Клинтон открыто обвинила российские спецслужбы в хакерских нападениях в целях оказания помощи Дональду Трампу.
Понятие «русские хакеры» окончательно закрепилось в политической риторике после победы Дональда Трампа на президентских выборах в США 2016 года и связанного с этим скандала вокруг предполагаемого вмешательства в них России. Вслед за США в кибератаках Россию обвинили Германия, Франция, международные структуры WADA, ОБСЕ и другие. Большинство западных стран выразило уверенность в «успехе» российских хакеров и в том, что «они не остановятся на этом».

## Лингвистический анализ
Англоязычная лексема «хакер» пополнила лексический состав многих языков и стала интернациональной. В английском языке слово «hacker» образовано от глагола «to hack» посредством интернационального суффикса -er. «To hack» означает «рубить, разрубать, надрубать», в переносном значении — «понимать», и в этом контексте оно соотносимо с русскими сленговыми глаголами «врубаться» и «сечь». Первым формируется значение, связанное с высоким профессионализмом хакера, затем — с получением незаконного доступа. В более позднем толковании понятия «хакер» на первом месте стоит стремление преодолеть систему защиты, отчётливо выражается его отрицательная коннотация.
Слово «хакеры» в сочетании с адъективом «русские» получает огромную псевдообъяснительную силу, о которой пишут и говорят многие политологи, журналисты и блогеры. По этой причине намечается метонимическое расширение семантики термина «хакеры». Поскольку истинная деятельность хакеров неясна для большинства людей, словом обозначаются уже не только специалисты по компьютерным взломам, а и собирательно все спецслужбы. Семантика слов проявила способность к расширению при употреблении в политическом дискурсе, подверженность особым метафоризации и метонимизации, присущим информационному обществу — отождествлению политических процессов с принципами работы компьютерной техники.
Словосочетание «русские хакеры» приобретает фразеологическую устойчивость, проявляя себя национально маркированной лингвокультуремой наряду с такими, как матрёшка, самовар, русский медведь, водка, «Калинка-малинка» и тому подобное.

## Оценки
Исследователь Лягина В. А. пишет, что «русские хакеры» стали первым и пока единственным российским высокотехнологичным брендом, созданным западными СМИ. Автор Иванова А. Д. определяет «русских хакеров» самым распространённым стереотипом о русских в СМИ США в период с 2016 года.
Руководитель отдела аналитики и исследований компании Крибрум Артём Курицын в 2020 году в Газете.ру выразил мнение, что в российском интернете мем «русские хакеры» воспринимается примерно как «британские ученые»: «увидел — и сразу на смех пробивает». В то же время, считает автор, в зарубежном сегменте «русские хакеры» — это «ужас», создающий у пользователей социальных сетей особый вид киберфобии, к которому «на полном серьезе привязаны такие понятия, как опасность, вмешательство, а с недавних пор — ещё и подстрекательство к бунту» .